# ヘンドリック・ヴァン・アンデル・シッパー

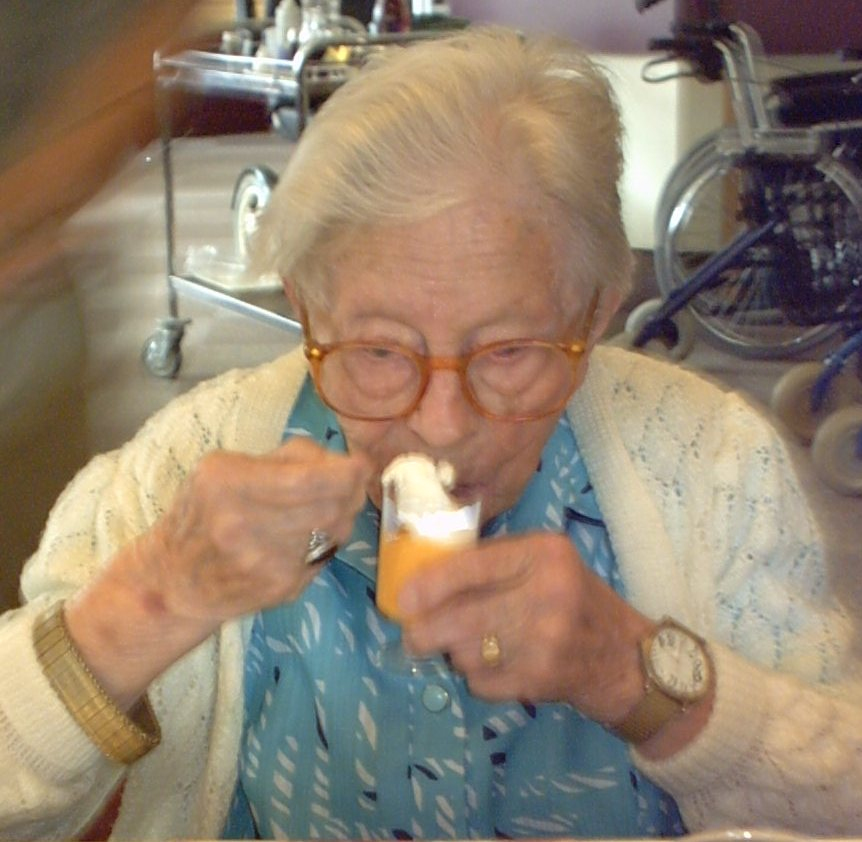
113歳時のヘンドリック・ヴァン・アンデル・シッパー

ヘンドリック・ヴァン・アンデル・シッパー（Hendrikje van Andel-Schipper、1890年6月29日 - 2005年8月30日）は、オランダの歴代最長寿の女性。2004年5月29日にラモナ・イグレシアスが死去し、生存中は長寿世界一と認定されていたが、死後にマリア・カポビージャが長寿世界一と認定されたため、長寿世界一ではなくなった。2001年2月16日に、オランダの最長寿となり、2003年9月26日にはオランダの歴代長寿記録を更新した。
彼女は、オランダ北東部のドレンテ州生まれ。46歳の時にアムステルダムで働いていた夫（ディック・ヴァン・アンデル）と知り合い、翌年には実家から引越し、1939年、49歳の時に結婚した。
1959年にはガンで夫が他界。105歳までは一人で暮らしていた。

## 長寿記録
2004年3月5日にはスペインのホアン・リウダベッツ・モルが死去したことでヨーロッパ最長寿となった。
2005年8月、彼女自身もガンのため115歳62日で死去した。